# اليعازر ساندبرج
اليعازر ساندبرج (بالعبرية: אליעזר זנדברג، من مواليد 21 فبراير 1962) هو سياسي إسرائيلي سابق الذي شغل منصب وزير في الحكومة بين عامي 2003 و 2004.

## روابط خارجية
- اليعازر ساندبرج على الموقع الإلكتروني للكنيست